# Rhipidure à gorge blanche
Rhipidura albicollis
Espèce
Statut de conservation UICN

 LC  : Préoccupation mineure
Le Rhipidure à gorge blanche (Rhipidura albicollis) est une espèce de passereaux de la famille des Rhipiduridae.

## Description

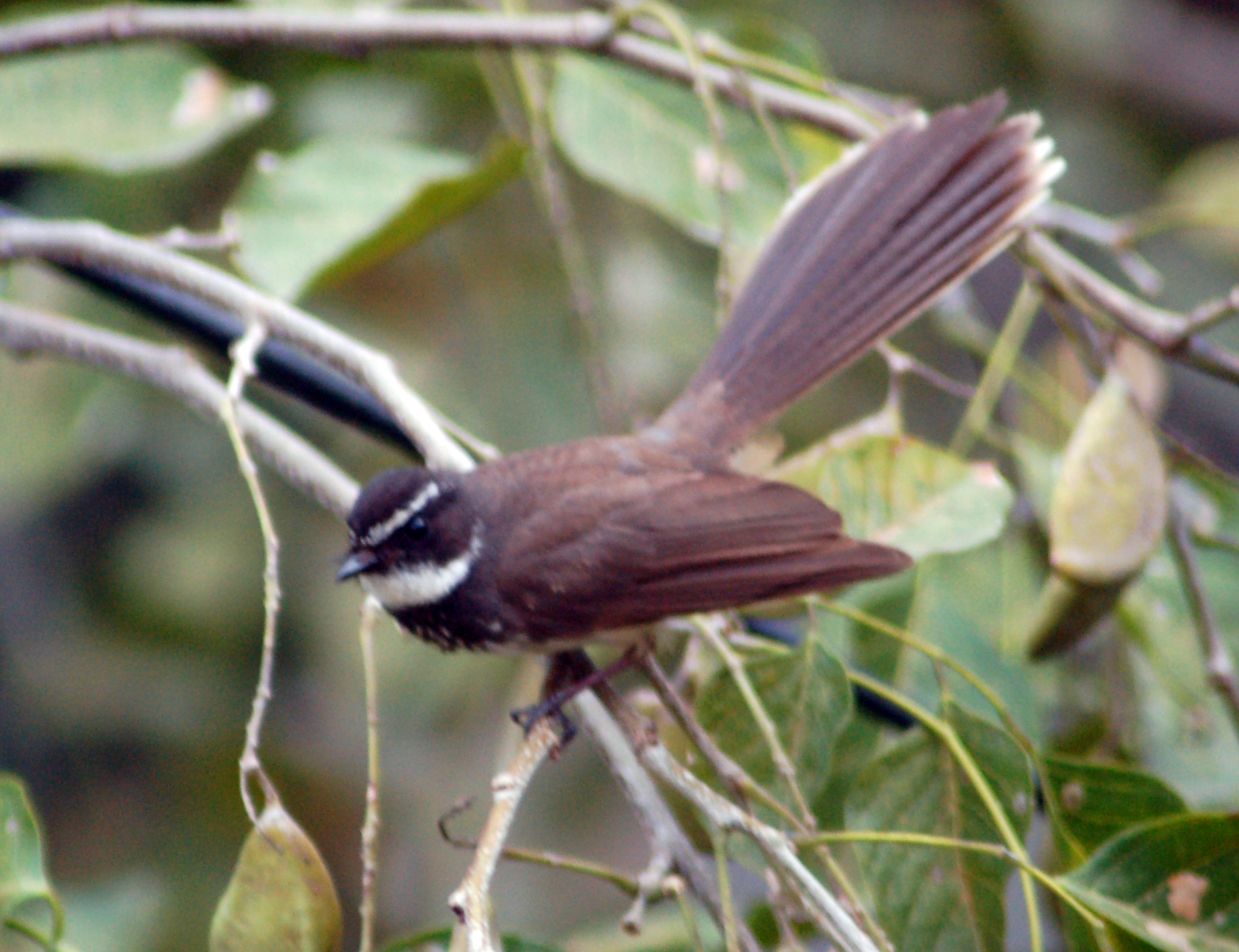
variété brunâtre

L'adulte mesure environ 19 cm de long. Il a une queue noire bordée de blanc en forme d'éventail, et les sourcils et la gorge blancs. Il y a par ailleurs beaucoup de variations dans le plumage entre les sous-espèces. Par exemple, dans l'Himalaya, R. a. canescans est presque entièrement gris ardoise avec un masque noir au niveau des yeux alors que R. a. albogularis qui vit dans la péninsule indienne a le dos gris foncé, le ventre blanchâtre et une bande grise sur la poitrine.

## Habitat
Il habite les forêts, les broussailles et les champs.

## Répartition et sous-espèces
Selon Alan P. Peterson, cet oiseau est représenté par neuf sous-espèces :
- R. a. canescens (Koelz, 1939) — ouest de l'Himalaya ;
- R. a. albicollis (Vieillot, 1818) — centre de l'Himalaya ;
- R. a. stanleyi Baker, 1916 — est de 'Himalaya, nord-est de l'Inde et Birmanie ;
- R. a. orissae Ripley, 1955 — est de l'Inde ;
- R. a. celsa Riley, 1929 — sud de la Chine, Hainan et nord de l'Indochine ;
- R. a. cinerascens Delacour, 1927 — sud de l'Indochine ;
- R. a. atrata Salvadori, 1879 — péninsule Malaise et Sumatra ;
- R. a. sarawacensis Chasen, 1941 — monts Pueh (en) ;
- R. a. kinabalu Chasen, 1941 — du Mont Kinabalu aux monts Mulud et Muru.